# Parafia św. Antoniego z Padwy w Będargowie
Parafia pw. św. Antoniego z Padwy w Będargowie – parafia rzymskokatolicka z siedzibą w Będargowie, należąca do dekanatu Barlinek, archidiecezji szczecińsko-kamieńskiej, metropolii szczecińsko-kamieńskiej. W parafii posługują księża archidiecezjalni. Od maja 2019 roku proboszczem parafii jest ks. dr Grzegorz Adamski.
Parafia obejmuje miejscowości: Będargowo, Bedargowiec, Jarosławsko, Krzynki, Przekolno, Trynno.

## Kościół parafialny
Kościół św. Antoniego z Padwy w Będargowie

## Kościoły filialne
- Kościół św. Kazimierza w Jarosławsku[1]
- Kościół Chrystusa Dobrego Pasterza w Krzynkach[1]
- Kościół Matki Boskiej Częstochowskiej w Przekolnie[1]